# Samsung Town
Samsung Town (삼성타운) er et betydeligt kontorbygningskompleks i Seocho-gu, Seoul, Sydkorea. Den fungerer som IT-central og hub for den multinationale virksomhed Samsung.
Samsung Electronics, Samsung C&T og Samsung Life Insurance har bygget tre bygninger, der er henholdsvis 44, 34 og 32 etager. Samsung Town er designet af Kohn Pedersen Fox. Samsung Electronics og Samsung C&T er flyttet ind i bygningerne, mens Samsung Life Insurance udlejer sin bygning til Samsung Electronics og andre.
| Bygning eller seværdighed | Spire Denne artikel om en bygning, et bygningsværk eller en seværdighed er en spire som bør udbygges. Du er velkommen til at hjælpe Wikipedia ved at udvide den. |

37°30′N 127°02′Ø / 37.5°N 127.03°Ø